# Platin(II)-sulfid
Platin(II)-sulfid ist eine chemische Verbindung der Elemente Platin und Schwefel. Es ist ein grünes Salz.

## Vorkommen
Platin(II)-sulfid kommt in der Natur als stahlgraues Mineral Cooperit vor.

## Gewinnung und Darstellung
Platin(II)-sulfid kann aus den Elementen gewonnen werden:
{\displaystyle \mathrm {Pt+S\longrightarrow PtS} }
Beim Erwärmen von Platin mit Schwefel bildet sich beim Molverhältnis 1:1 Platin(II)-sulfid.

## Eigenschaften

### Physikalische Eigenschaften
Platin(II)-sulfid kristallisiert im tetragonalen Kristallsystem mit der Raumgruppe P42/mmc (Raumgruppen-Nr. 131) und den Gitterparametern a = 347,00 pm und c = 610,96 pm, in der Elementarzelle befinden sich zwei Formeleinheiten.

### Chemische Eigenschaften
Platin(II)-sulfid ist unlöslich in Säuren, Königswasser und Alkalien. Es zersetzt sich durch Glühen mit Kaliumchlorat oder Kaliumnitrat.